# Alfonso Francisco Ramírez Baños
Alfonso Francisco Ramírez Baños (15 de noviembre de 1896, Teposcolula, Oaxaca, México - 1979) fue un abogado, escritor y político mexicano. 

## Biografía
Alfonso Francisco hizo sus primeros estudios en la escuela parroquial de su pueblo, cursó la escuela secundaria en el Colegio Unión en Oaxaca, la preparatoria en el Instituto de Ciencias y Artes de Oaxaca; estudió leyes en el mismo Instituto graduándose en 1919 con el trabajo Estudio jurídico acerca de la prueba.
Fue profesor de español y literatura de Instituto de Artes y Ciencias de Oaxaca; se desempeñó como profesor en la Escuela Nacional de Administración de Negocios en la Ciudad de México; también fue maestro de lógica y de ética en la Escuela Superior de Comercio y de historia mundial en la Escuela Nacional Preparatoria. Tuvo el cargo de Subdirector Legal del Departamento Federal de Pensiones y posteriormente fue abogado consultor de la Secretaría de Gobernación en 1933.

## Carrera
Como político fue diputado federal por Oaxaca entre 1924 y 1930 y de 1937 a 1940. Fue miembro fundador del Partido Nacional Revolucionario en 1929. Fue orador por la candidatura presidencial de Manuel Ávila Camacho. En 1952 presidió la Comisión Impulsora de las Mixtecas, de la que el Dr. Manuel Hernández Hernández fue vicepresidente, el Ing. Miguel García Cruz, vocal ejecutivo y el Ing. Norberto Aguirre Palancares vocal. Dicha comisión fue creada por el Instituto Nacional Indigenista, dirigida entonces por Alfonso Caso.
En su carrera judicial se desempeñó como juez de la 8ª. Sala Penal del Distrito Federal de 1924 a 1926. Y en la cúspide de su carrera, como Ministro de la Suprema Corte de Justicia de la Nación en los periodos de 1941 a 1946, 1946 a 1952 y de 1952 a 1958.
Fue presidente de la Sociedad de Exalumnos del Instituto de Ciencias y Artes de Oaxaca, también fue miembro de la Sociedad Mexicana de Geografía y Estadística y del Pen Club, de la Barra Mexicana de Abogados, de la Academia Nacional de Geografía e Historia; así como miembro fundador en 1947 y presidente del Instituto Cultural Mexicano – Israelí.

## Obras publicadas
Escribió artículos y editoriales para las publicaciones Hoy, Mañana, Excélsior y El Universal, además de los siguientes libros:
- Historia de la Revolución Mexicana en Oaxaca (1970)
- Antología del Pensamiento Político (1957)
- Hombres Notables y Monumentos Coloniales de Oaxaca (1948)
- Israel (1948)
- Grandezas y Miserias de la Política (1946)
- Oaxaca, poemas (1946)
- Seis Discursos (1939)
- Cuestiones Actuales (1938)
- Una economía disciplinada, organización de las fuerzas económicas de México (1933)
- Al Servicio de la Revolución (1931)
- Política y Literatura (1931)
- Homenaje al C. Gral. Álvaro Obregón. Discurso. (1930)
- Canciones de Amor y de Olvido (1927)
- Florilegio de Poetas y Escritores de Oaxaca (1927)
- Los Rosales en Flor (1924)